# گرمایش الکتریکی

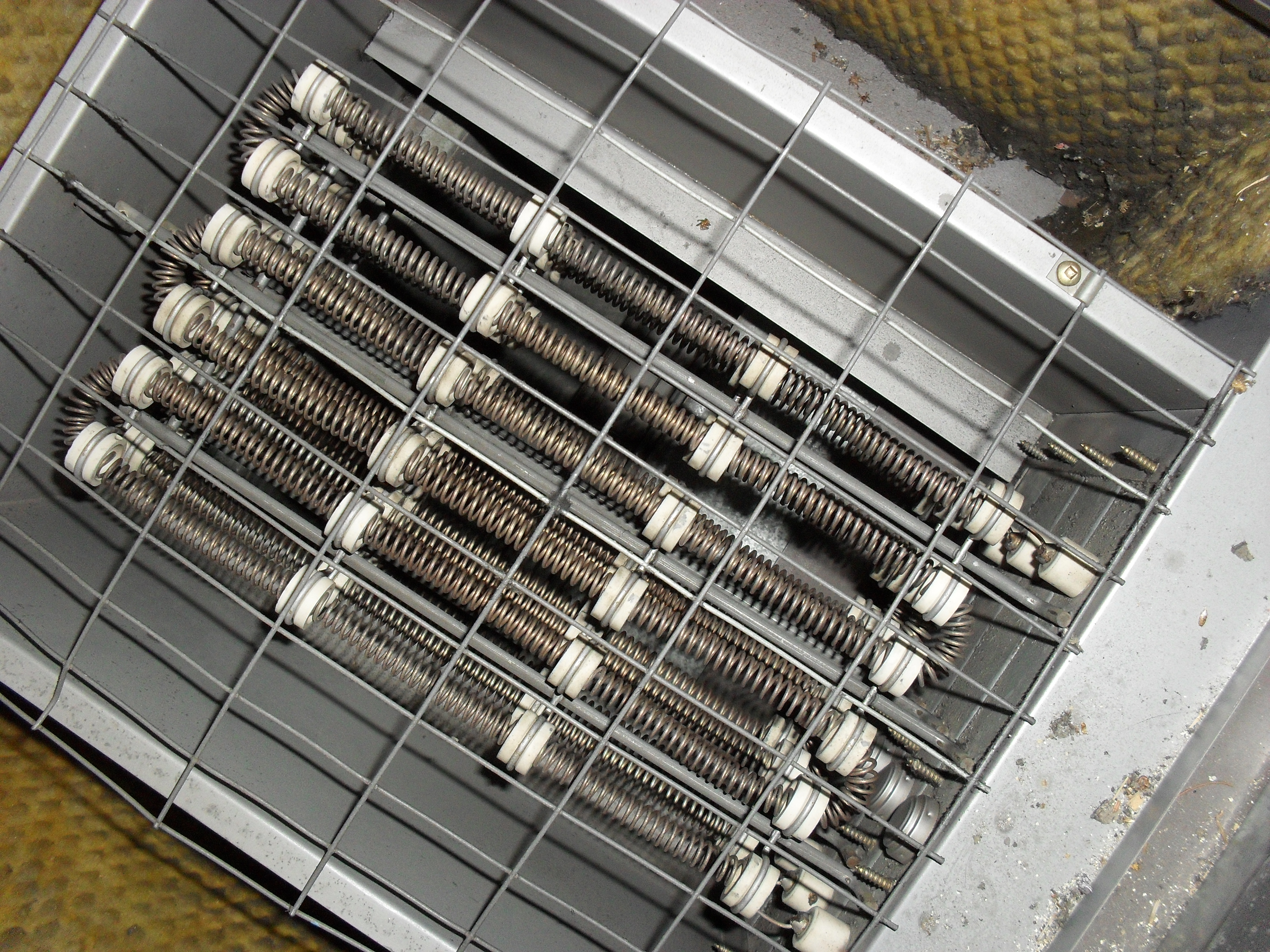
سیم‌پیچ‌های مقاومتی با توان 30 kW که جهت گرمایش به کار می‌روند

گرمایش الکتریکی فرایند تبدیل انرژی الکتریکی به انرژی گرمایی است. از کاربردهای رایج این نوع گرمایش می‌توان به بخاری‌های برقی، آشپزی، آب‌گرم‌کن‌ها و فرایندهای صنعتی اشاره کرد. گرم‌کن‌های برقی برای تبدیل انرژی الکتریکی به گرمایی از یک المنت استفاده می‌کنند که یک مقاومت الکتریکی ساده‌است و بر پایهٔ اصول گرمایی ژول (اهمی) کار می‌کند. عبور جریان الکتریکی از داخل مقاومت الکتریکی سبب تولید گرما می‌شود. گرم‌کن‌های برقی مدرن از سیم‌های نیکرومی به عنوان عنصر فعال در گرمایش استفاده می‌کنند.
همچنین پمپ‌هایی حرارتی نیز وجود دارند که می‌توانند با استفاده از یک موتور الکتریکی یک چرخهٔ یخچال ایجاد کنند و انرژی را منبع گرمایی (که می‌تواند زمین یا هوای بیرون باشد) به فضایی که نیاز است گرم شود منتقل کنند. برخی از این سامانه‌ها را می‌توان معکوس کرد، به‌طوری‌که گرمای فضای درونی را به بیرون منتقل کند تا فضای داخلی خنک شود. پمپ‌های حرارتی می‌توانند با هر واحد انرژی که دریافت می‌کنند بیش از یک واحد انرژی را به بیرون منتقل کنند.

## بخاری برقی
بخاری‌های برقی برای گرمایش فضای داخلی ساختمان‌ها به کار می‌روند. روش‌های مختلفی برای این کار وجود دارد.

### بخاری‌های برقی تابشی

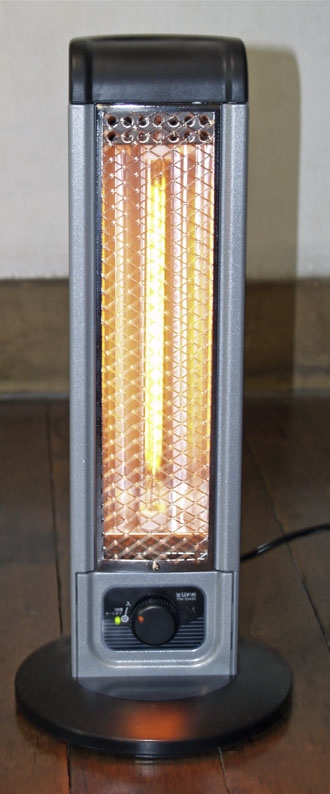
یک بخاری برقی با سازوکار تابشی

در این بخاری‌ها عنصر گرماساز که معمولاً داخل یک محفظهٔ شیشه‌ای است (مشابه لامپ‌های رشته‌ای) به دمای بسیار بالایی می‌رسد و انرژی گرمایی تابشی حاصله به وسیلهٔ چند بازتاباننده به بیرون بدنهٔ گرم‌کن هدایت می‌شود. تابش حاصل در محدودهٔ فروسرخ است که می‌تواند تا زمانی که به جسمی برخورد نکرده‌است از فضا عبور کند. چنین گرمایی به جای گرم کردن هوا، مستقیماً افراد یا اشیا را گرم می‌کند. این روش برای مکان‌هایی که هوا در جریان است مناسب است. همچنین در گاراژها و زیرزمین‌ها که گرمایش نقطه‌ای مد نظر باشد استفاده از این روش مفید خواهد بود.
این بخاری‌ها بی‌صدا عمل می‌کنند و در صورتی که مواد اطرافشان حفاظت‌های مناسب در مقابل گرمای زیاد را نداشته باشند می‌توانند بسیار خطرساز باشند.

### بخاری‌های برقی همرفتی
این بخاری‌ها هوای اطراف عنصر گرم‌کن را با استفاده از همرفت گرم می‌کنند. از آنجایی که هوای گرم چگالی کمتری از هوای سرد دارد به بالا رانش پیدا می‌کند و هوای سرد جای آن را می‌گیرد، هوای گرم منتقل‌شده محیط اطراف را گرم خواهد کرد و رفته‌رفته به دمای محیط می‌رسد و این چرخه ادامه می‌یابد.
این بخاری‌ها بی‌صدا هستند و خطر شعله‌ور شدن در آن‌ها نسبت به بخاری‌های تابشی پایین است. این بخاری‌ها برای محل‌هایی که نیاز است بخاری طولانی‌مدت روشن بماند یا بدون مراقبت به کار خود ادامه دهد مفید هستند.

### بخاری‌های برقی وزشی
این بخاری‌ها فرایند همرفت را با استفاده از یک پروانهٔ بادبزن بهبود می‌بخشند و بدین ترتیب سرعت انتقال گرما از عنصر گرماساز به هوای اطراف افزایش می‌یابد. این بخاری‌ها صدای نسبتاً زیادی بر اثر گردش فن ایجاد می‌کنند و خطر ایجاد آتش‌سوزی در آن‌ها نسبت به دو مدل قبلی متوسط است. این‌گونه از بخاری‌ها در جاهایی که نیاز به گرمایش سریع محیط‌های بسته باشد مناسب هستند.

### بخاری‌های برقی ذخیره‌ساز
این بخاری‌ها گرما را در ساعت‌هایی که انرژی الکتریکی با قیمت ارزان‌تری به فروش می‌رسد (مثلاً در طول شب) تولید و ذخیره‌سازی می‌کنند و در زمان مورد نیاز رها می‌سازند. برخی از انواع این بخاری‌ها از آجرهای رسی برای ذخیره‌سازی انرژی استفاده می‌کنند.

### گرمایش خانگی از کف
در این سامانه‌ها گرمایش خانه از طریق کف اتاق‌ها انجام می‌شود و دمای کف اتاق با استفاده از دماپا روی میزان مورد نظر تنظیم می‌گردد. گرما از کف اتاق به سایر اشیا و افراد و هوای درون آن خواهد رسید. این روش در مقایسه با دیگر روش‌ها بیشترین ثبات گرمایی را از کف تا سقف اتاق‌ها فراهم می‌کند.

### پمپ‌های حرارتی
این پمپ‌ها بر پایهٔ چرخهٔ یخچال کار می‌کنند.

## گرمایش آب

### گرم‌کن‌های غرقه‌ای

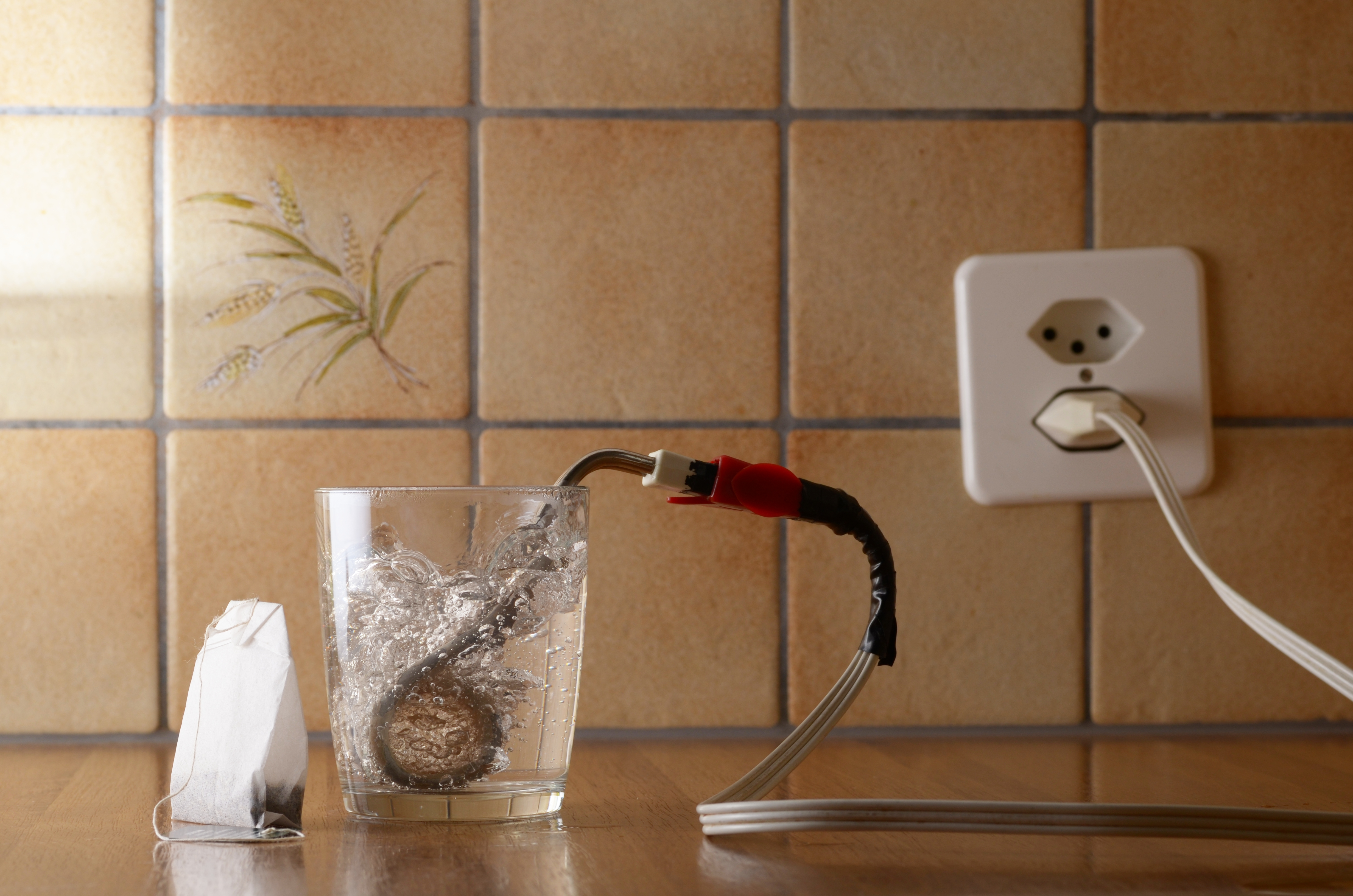
یک گرم‌کن کوچک غرقه‌ای خانگی با توان ۵۰۰ وات

برای گرم کردن آب با استفاده از نیروی الکتریکی معمولاً از گرم‌کن‌های غرقه‌ای استفاده می‌شود.

### گرم‌کن الکترودی
در گرم‌کن‌های الکترودی عنصر مقاومتی خود آب یا مایعی است که الکترود در آن غوطه‌ور است. با توجه به خطرهای بالقوهٔ این روش مقررات ایمنی سختی بر آن حاکم است.

## اثرات زیست‌محیطی و بازده
بازدهی سامانه‌های گرم‌کن بستگی به تعریف محدودهٔ آن‌ها دارد. از نظر یک مصرف‌کنندهٔ انرژی بازدهی این سیستم ۱۰۰٪ است زیرا همهٔ انرژی خریداری شده را به گرما تبدیل می‌کند؛ اما اگر بازدهی نیروگاهی که انرژی را تولید می‌کند در نظر بگیریم بازدهی کل پایین می‌آید. حتی اگر بازدهی گرم‌کن را ۱۰۰٪ در نظر بگیریم، میزان سوخت مصرفی در نیروگاه بیشتر از میزان سوخت مصرفی‌ای خواهد بود که همان میزان گرما را در محل تولید می‌کند. از این رو اگر مصرف‌کننده بتواند همین میزان سوخت را در محل مصرف بسوزاند به صرفه خواهد بود.
به همین دلیل در سوئد استفاده از انرژی الکتریکی برای گرمایش از سال ۱۹۸۰ میلادی محدود شده‌است و طرح‌هایی برای کنار گذاشتن آن به‌طور کلی نیز وجود دارد. دانمارک استفاده از سامانه‌های بخاری برقی را در ساختمان‌های جدید ممنوع کرده‌است. در مورد ساختمان‌های تازه می‌توان از روش‌های کاهش مصرف انرژی‌ای بهره جست که نیاز به بخاری‌های برقی را تقریباً از بین می‌برد، مانند استاندارد پسیو هاوس.
در کبک هنوز از انرژی الکتریکی به عنوان منبع اصلی گرمایش استفاده می‌شود. با توجه به داده‌های آماری سال ۲۰۰۳ کانادا ۶۸٪ خانه‌های این استان از انرژی الکتریکی برای گرم‌کردن هوا استفاده می‌کنند. بیش از ۹۰٪ انرژی تولیدی کبک از راه نیروگاه‌های برق‌آبی تولید می‌شود که نسبت به نیروگاه‌های حرارتی گازهای گلخانه‌ای کمتری تولید می‌کنند.
گرم‌کن‌های برقی همچنان در محل‌هایی که منابع الکتریسیته کم‌هزینه هستند می‌توانند صرفهٔ اقتصادی داشته باشند. در جاهایی که منبع اصلی انرژی الکتریکی منابع برق‌آبی، هسته‌ای، بادی یا دیگر منابع بدون کربن باشند، ممکن است استخراج کامل این منابع مقدور نباشد ولی می‌توان با خیال آسوده از انرژی مازاد تولیدشده در گرم‌کن‌های برقی استفاده کرد.

## گرمایش الکتریکی در صنعت
گرمایش الکتریکی به صورت گسترده در صنعت استفاده می‌شود.
مزایای استفاده از روش‌های گرمایش الکتریکی نسبت به سایر اشکال شامل کنترل دقیق دما و توزیع انرژی گرما، احتراق برای تولید گرما و همچنین توانایی دستیابی به دما که با احتراق شیمیایی به راحتی قابل دستیابی نیستند. گرمای الکتریکی را می‌توان با دقت بالا در نقطهٔ مورد نیاز در یک فرایند، با غلظت بالایی از قدرت در واحد سطح یا حجم، به دقت اعمال کرد. وسیلهٔ گرمایشی برقی می‌تواند در هر اندازهٔ مورد نیاز ساخته شود و می‌تواند در هر نقطه از محیط قرار بگیرد. فرایندهای گرمایش الکتریکی معمولاً تمیز و بی‌صدا هستند و گرمای جانبی زیادی را به محیط اطراف منتقل نمی‌کنند. تجهیزات گرمایش الکتریکی دارای سرعت بالایی هستند.
محدودیت‌ها و معایب گرمایش الکتریکی در صنعت شامل هزینهٔ بالاتر انرژی الکتریکی در مقایسه با مصرف مستقیم سوخت و همچنین هزینهٔ سرمایهٔ هر دو دستگاه گرمایشی برقی و همچنین زیرساخت‌های مورد نیاز برای تحویل مقادیر زیادی از انرژی الکتریکی تا حدی این ممکن است با افزایش بهره‌وری درون کارخانه (در محل) در استفاده از انرژی کمتری در کل برای رسیدن به نتیجهٔ مشابه جبران شود. طراحی سیستم گرمایش صنعتی با ارزیابی دمای مورد نیاز، میزان حرارت مورد نیاز و حالت‌های امکان‌پذیر انتقال انرژی گرما آغاز می‌شود. علاوه بر رسانش، همرفت و تابش، روش‌های گرمایش الکتریکی می‌توانند از میدان‌های الکتریکی و مغناطیسی برای گرم کردن مواد استفاده کنند.
روش‌های گرمایش الکتریکی شامل گرمایش، مقاومت، گرمایش قوس الکتریکی، گرمایش القایی و گرمایش دی‌الکتریک است. در برخی فرایندها (به عنوان مثال، جوش قوس الکتریکی) جریان الکتریکی مستقیماً روی قطعه کار اعمال می‌شود. در فرایندهای دیگر، گرما در قطعه کار با القا یا تلفات دی‌الکتریک تولید می‌شود. همچنین، گرما می‌تواند تولید شود و از طریق رسانایی، همرفت یا تابش به کار منتقل شود.
فرایندهای گرمایش صنعتی را می‌توان به‌طور گسترده‌ای به عنوان درجه حرارت پایین (تا حدود ۴۰۰ درجه سانتیگراد یا ۷۵۲ درجه فارنهایت)، درجه حرارت متوسط (بین ۴۰۰ تا ۱۱۵۰ درجه سانتیگراد یا ۷۵۲ و ۲٬۱۰۲ درجه فارنهایت) و درجه حرارت بالا (فراتر از ۱۱۵۰ درجه سانتیگراد) طبقه‌بندی کرد. یا ۲٬۱۰۲ ° F). فرایندهای درجه حرارت پایین شامل پخت و خشک کردن، پختن اتمام، لحیم کاری، قالب سازی و شکل‌دادن پلاستیک است. فرایندهای دمای متوسط شامل ذوب پلاستیک و برخی غیر فلزات برای ریخته‌گری یا تغییر شکل و همچنین فلزات آنیلینگ، تسکین دهنده فشار و گرما می‌باشد. فرایندهای درجه حرارت بالا شامل فولاد سازی، جوشکاری، فلزات ریخته‌گری، برش، ذوب و تهیه برخی مواد شیمیایی است.

## بخاری یا هیتر صنعتی
هیتر صنعتی در فرایندهای مختلفی مورد استفاده قرار می‌گیرند که دمای یک شی یا فرایند نیاز به افزایش دارد. هیتر برقی صنعتی با تبدیل انرژی الکتریکی به گرما کار می‌کنند.
هیتر صنعتی در فرایندهای مختلفی مورد استفاده قرار می‌گیرند که دمای یک شی یا فرایند نیاز به افزایش دارد. به عنوان مثال، روغن روغنکاری قبل از آنکه در یک دستگاه تغذیه شود، باید گرم شود، یا ممکن است یک لوله به ردیابی گرما نیاز داشته باشد تا از سرمازدگی در آن جلوگیری شود. هیترهای صنعتی با تبدیل انرژی الکتریکی به گرما کار می‌کنند. سپس گرما از طریق اشکال مختلف انتقال حرارت به فرایند منتقل می‌شود.

## قطع‌کن خودکار بخاری برقی
کلید اطمینان یا قطع‌کن خودکار از مهم‌ترین بخش‌هایی است که یک بخاری استاندارد باید داشته باشد. کار کلید اطمینان، قطع بخاری در زمان‌های واژگونی یا جابه‌جایی است. کلید اطمینان در زیر بخاری است و هنگام جابه‌جایی، این کلید بخاری را به صورت خودکار خاموش می‌کند و تا مجدد آن را بر روی سطحی صاف قرار ندهید، آن را وصل نمی‌کند. از مهم‌ترین مشخصه‌هایی که هر بخاری استانداردی باید داشته باشد، همین کلید است؛ زیرا در محیط‌هایی که به خصوص دستگاه در مسیر رفت‌وآمد قرار می‌گیرد، اگر به آن توجه نشود، خطر آتش‌سوزی به همراه دارد. تمامی شرکت‌هایی که دارای استاندارد هستند، این کلید را در زیر بخاری نصب می‌کنند.